# Igor Oberberg
Igor Oberberg (* 20. Februar 1907 in Jekaterinburg in Russland; † 22. Dezember 1996 in Berlin) war ein russisch-deutscher Kameramann. 

## Leben und Karriere
Oberberg kam 1919 nach Deutschland. Er hatte die Amerikanische Schule (ASB) Samokow in Bulgarien und das St.-Georgs-Gymnasium in Berlin besucht. Von 1926 bis 1927 absolvierte er bei der Fotoschule Lette-Verein eine fotografische Ausbildung. 1927 begann er als Tonmeister-Assistent für den Film zu arbeiten. Danach war er ab 1932 als Kameraassistent tätig, bevor er 1939 Chefkameramann wurde und bis Kriegsende meist Unterhaltungsfilme, aber auch Propagandafilme wie U-Boote westwärts! und GPU drehte.
Nach dem Krieg setzte er seine Laufbahn in der bundesdeutschen Kinowelt in den verschiedensten Spielfilmgenres fort, einige ambitionierte Inszenierungen von Helmut Käutner stechen dabei besonders heraus, nebenbei entstanden einige Kurz-Dokumentarfilme. Im Jahr 1960 bekam er für seine Arbeit beim Film Der Rest ist Schweigen den Preis der Deutschen Filmkritik für die beste Fotografie, 1972 erhielt er im Rahmen des Deutschen Filmpreises das Filmband in Gold für langjähriges und hervorragendes Wirken im deutschen Film. Oberberg lebte in Berlin-Grunewald, war griechisch-orthodox, ab 1953 mit Natalie Oberberg verheiratet und hatte eine Tochter namens Aridane. Sein Nachlass befindet sich im Filmmuseum Potsdam.

## Filmografie
- 1939: Kongo-Express
- 1940: Das leichte Mädchen
- 1940: Die unvollkommene Liebe
- 1941: U-Boote westwärts!
- 1941: Der Meineidbauer
- 1942: GPU
- 1942: Liebesgeschichten
- 1943: Man rede mir nicht von Liebe
- 1943: Um 9 kommt Harald
- 1944: Das Leben ruft
- 1944/46: Unter den Brücken
- 1947: In jenen Tagen
- 1948: Film ohne Titel
- 1948: Der Apfel ist ab
- 1949: Der Bagnosträfling
- 1950: Dieser Mann gehört mir
- 1950: Die wunderschöne Galathee
- 1950: Es kommt ein Tag
- 1950: Land der Sehnsucht
- 1951: Sündige Grenze
- 1952: Heimweh nach Dir
- 1952: Toxi
- 1952: Königin der Arena
- 1953: Die Stärkere
- 1953: Das tanzende Herz
- 1953: Das ideale Brautpaar
- 1954: Ännchen von Tharau
- 1954: Rittmeister Wronski
- 1955: Du mein stilles Tal
- 1955: Der Hauptmann und sein Held
- 1956: Zärtliches Geheimnis
- 1956: Das Mädchen Marion
- 1956: Made in Germany – Ein Leben für Zeiss
- 1957: Der achte Wochentag
- 1958: Ist Mama nicht fabelhaft?
- 1958: Solange das Herz schlägt
- 1959: Der Rest ist Schweigen
- 1960: Freddy und die Melodie der Nacht
- 1960: Schlager-Raketen
- 1961: Lebensborn
- 1961: Zu jung für die Liebe?
- 1961: Eine hübscher als die andere
- 1970: Die Feuerzangenbowle
- 1973: Die Zwillinge vom Immenhof
- 1974: Frühling auf Immenhof